# Apamea metamorpha
Apamea metamorpha là một loài bướm đêm trong họ Noctuidae.